# Galerie Nordenhake

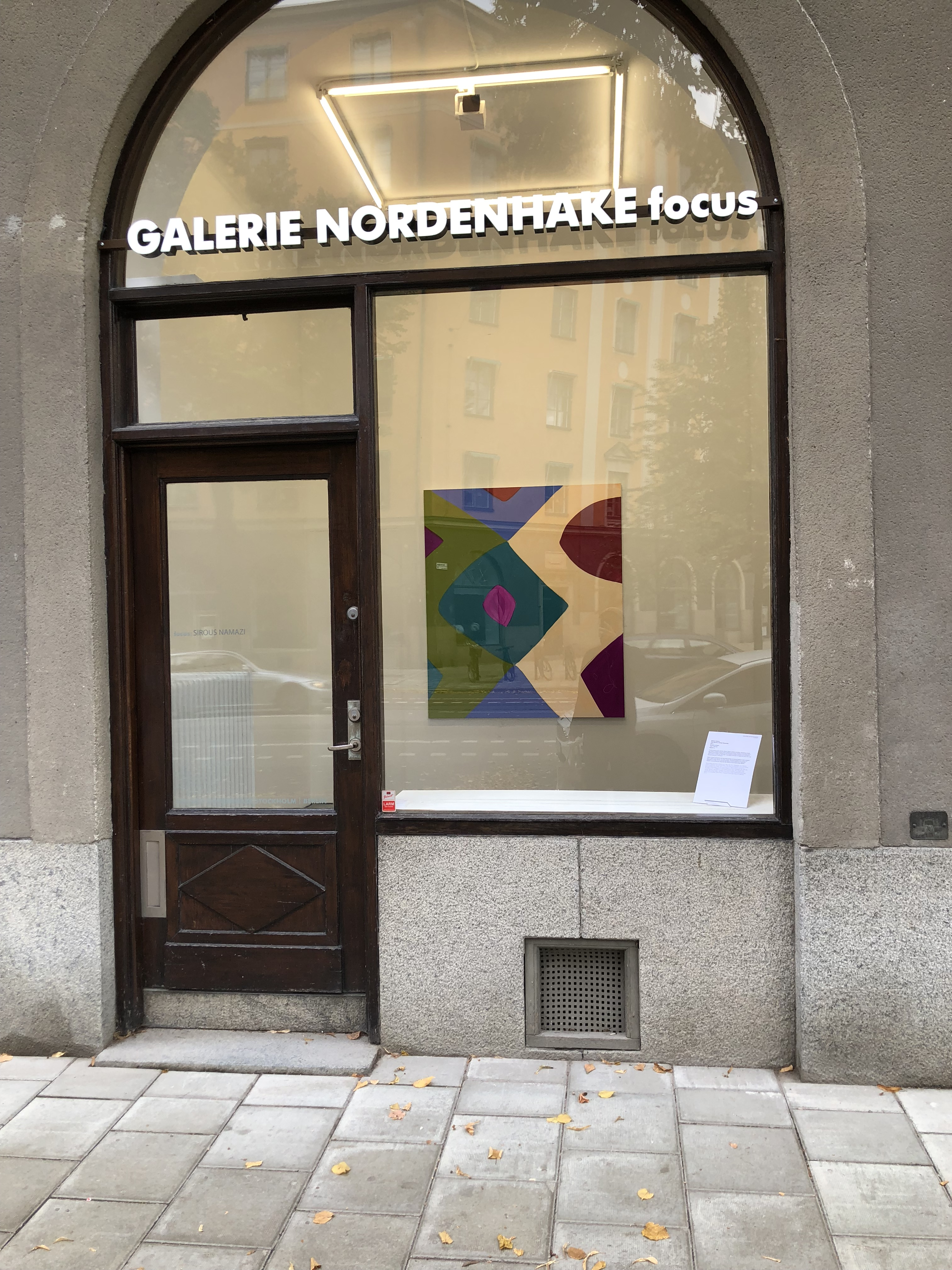
Galerie Nordenhake Focus på Karlavägen 20 i Stockholm, Sverige, 2018.

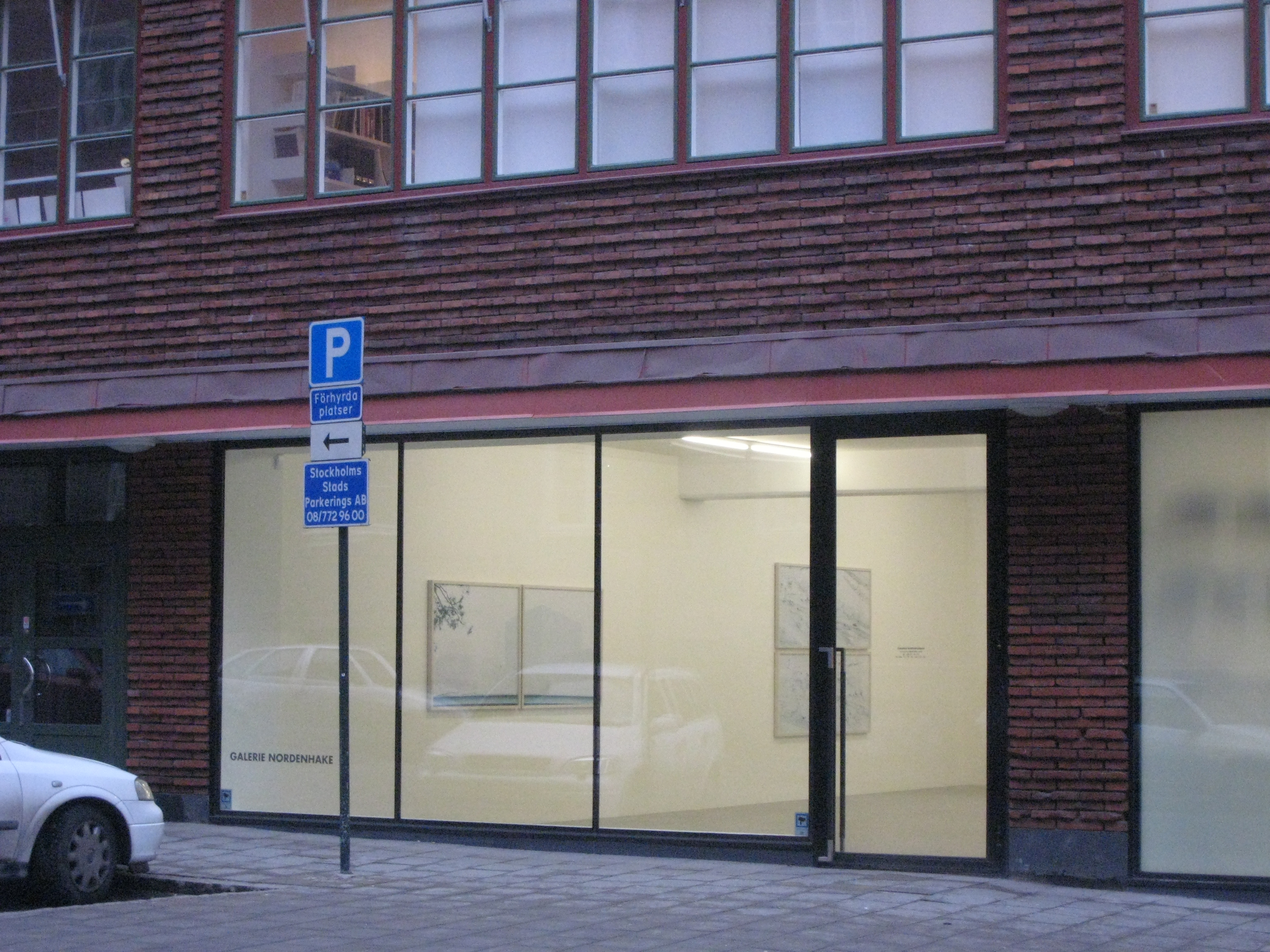
Galerie Nordenhakes lokaler på Hudiksvallsgatan i Stockholm.

Galerie Nordenhake är ett svenskt konstgalleri.
Galerie Nordenhake grundades 1973 i Malmö av Claes Nordenhake och flyttade 1986 till Stockholm. År 2000 öppnades en filial i en tidigare varuhuslokal på Zimmerstrasse i Berlin för att senare byta adress till Lindenstrasse. Claes Nordenhake är drivande i konstmässan Art Berlin Contemporary och Gallery Weekend Berlin. Ben Loveless började som chef för Stockholmsgalleriet 2005.
Galerie Nordenhake Stockholm flyttade från Fredsgatan till galleriklustret vid Hudiksvallsgatan som ett av de första gallerierna år 2007. Under våren 2018 öppnades Galerie Nordenhake focus, en obemannad lokal på Karlavägen 20 i Stockholm och under hösten öppnades projektbaserade NHMX i Mexico City. Hösten 2024 flyttade galleriet i Stockholm till en ny lokal på Lützengatan 1. 
Bland galleriets representerade svenska konstnärer finns Ann Edholm, Christian Andersson, Eva Löfdahl, Håkan Rehnberg och Olle Bærtling. Bland utländska konstnärer finns Spencer Finch, Frida Orupabo, Stanley Whitney, John Coplans och Gerard Byrne. Bland de konstnärer som ställt ut på galleriet genom tiderna kan nämnas Mona Hatoum, Jimmie Durham, Richard Serra och Giacomo Balla.